# 昭仪
昭仪，为中国古代后宮嬪御的一種。始置于西汉元帝时期，其位相當於丞相，爵比诸侯。

## 中國
西漢元帝時，元帝的妃子傅婕妤有殊宠，冯婕妤舍身救主有功，且都生有皇子（傅婕妤生定陶王劉康、冯婕妤生中山王劉興），為了顯示出兩位寵妃的異寵，但漢元帝仍在位，兩妃無法稱王太后，於是在婕妤之上新設昭儀一位，取「昭其儀」之意，封傅氏與馮媛為昭儀。自此汉朝沿用之册封最高级的妃嫔，位仅亚于皇后。
三国时曹魏後宮，夫人下有昭仪，爵比县侯。
晋朝避司马昭讳，不设置昭仪封号。但五胡十六国依然时有采用。
北朝时期恢复昭仪封号，依然用于册封高级或最高级妃嫔，有时分设左昭仪和右昭仪；南朝则仅作为嫔的其中一级，唐朝因之，为九嫔之首，位次四妃。
自明朝前期之后，后宫不再设置昭仪。

## 朝鮮王朝
昭儀也是朝鮮王朝後宮嬪御等級之一，為正二品內命婦，地位次於嬪、貴人，而在淑儀之上。